# Le Sel-de-Bretagne

Le Sel-de-Bretagne este o comună în departamentul Ille-et-Vilaine, Franța. În 1 ianuarie 2022 avea o populație de 1.102 de locuitori.